# Бештије
Бештије је југословенски филм из 1977. године. Режирао га је Живко Николић, који је учествовао и у писању сценарија са Душаном Ковачевићем.

## Радња
Једне зимске кишне ноћи притиснуте југом, на мало острво стиже лепа девојка. Она је само изговор за пометњу и зло које избија у атмосфери усамљености и суровости када човек заборавља на достојанство и почиње да „бештија“.

## Улоге
| Глумац                   | Улога            |
| ------------------------ | ---------------- |
| Велимир Бата Живојиновић | Булут            |
| Виктор Старчић           | Капетан          |
| Радош Бајић              | Анђелко          |
| Драгомир Бојанић Гидра   | Поп              |
| Ева Рас                  | Жена са беретком |
| Павле Вуисић             | Пијаниста        |
| Мија Алексић             | Професор         |
| Милка Лукић              | Жена пијанисте   |
| Петар Спајић Суљо        | Ћенто            |
| Љиљана Контић            | Бутова жена      |
| Весна Пећанац            | Курва            |
| Мирјана Коџић            | Жена са брковима |
| Љиљана Мијатовић         |                  |
| Дијана Шпорчић           |                  |
| Јаглика Николић          |                  |

## Културно добро
Југословенска кинотека је, у складу са својим овлашћењима на основу Закона о културним добрима, 28. децембра 2016. године прогласила сто српских играних филмова (1911–1999) за културно добро од великог значаја. На тој листи се налази и филм Бештије.